# Entrenador (serie de televisión)
Entrenador es una serie de televisión con Craig T. Nelson como Hayden Fox, el entrenador jefe del equipo ficticio de fútbol universitario de la Universidad de Minnesota los Screaming Eagles. Le acompañan sus ayudantes Jerry Van Dyke como Luther Van Dam y Bill Fagerbakke como Michael "Dauber" Dybinski. Christine Armstrong, Shelley Fabares, es la novia y posteriormente su esposa.
En España se emitió en Canal plus a mediados de los 90.
La serie intentaba reflejar el ambiente de la Universidad de Minnesota, aunque más tarde le retiró su apoyo. El nombre de Hayden Fox proviene del de Hayden Fry, que fue entrenador de la Universidad de Iowa en la cual estudió el creador de la serie Barry Kemp.
Muchas de las imágenes de la Universidad ficticia en la serie provienen de la auténtica universidad de Iowa.

## Personajes
Hayden Fox es un entrenador exigente con sus jugadores y entrenadores, un entrenador al viejo estilo que intenta resaltar la bravura y hombría de sus muchachos. Le pierde su genio y su manera de expresar sus emociones, como cuando llama al encargado de deportes del piso de encima golpeando el techo con el palo de una escoba.
Luther Van Dam es el primer ayudante, un entrenador veterano y modesto que pone el toque de ternura y a veces de cordura y que sirve de contrapunto al entrenador jefe.
Michael "Dauber" Dybinski es un entrenador joven, estudiante de la Universidad con un punto de conciencia infantil que le hace ver las cosas más claras que a los otros dos entrenadores.
La trama de la serie se desarrolla tanto en el despacho del entrenador como en las casas del mismo y de su novia. Aunque se trate del equipo imaginario de la Universidad de Minnesota, muchos de los equipos y ciudades que se citan son reales. De entre los muchos invitados, aparecen personajes reales del mundo del fútbol como el quarterback Troy Aikman o Jerry Jones.

## DVD
Universal Studios Home Entertainment ha sacado tres temporadas de Entrenador:
| Título                                              | Región 1                                    | Región 2            |
| --------------------------------------------------- | ------------------------------------------- | ------------------- |
| The First Season                                    | 13 de junio de 2006                         | 7 de agosto de 2006 |
| The First Season Special Edition (Playbook Edition) | 13 de junio de 2006 (solo disponible en R1) | N/A                 |
| The Second Season                                   | 15 de mayo de 2007                          | TBA                 |
| The Third Season                                    | 19 de febrero de 2008                       | TBA                 |